# ロデオ (企業)
株式会社ロデオ（英: RODEO Co., Ltd.）は、日本のパチスロ機器製造会社。サミー株式会社の完全子会社。

## 沿革
- 1994年 - 英国バークレスト・リミテッド社の日本法人、バークレスト株式会社設立。
- 2000年 - サミーが同社を連結対象化、商号を株式会社ロデオに変更する。フィールズとパチスロ機の販売で提携。
- 2014年 - フィールズとの提携を解消。
- 2017年 - フィールズの所有する株式を買い取る。パチスロ機の販売に関する契約を新たに結ぶ。
- 2018年 - 5月に本店所在地を西品川にある住友不動産大崎ガーデンタワーオフィス棟へ移転。8月に本社所在地をサンシャイン60から住友不動産大崎ガーデンタワーオフィス棟へ移転[2]。

## 機種一覧

### 4号機（主要機種）
- 1997年 - エージェント777（初機種）
- 1998年 - クレイジーチェリー
- 1999年 - ミジンZ、プレリュード
- 2000年 - ガメラ（社名変更後の初機種）
- 2001年 - インディジョーズ、オオガメラ、ダブルチャレンジ、サラリーマン金太郎
- 2002年 - 一撃帝王、ギンギン丸、クラブロデオ
- 2003年 - 旋風の用心棒、スロッター金太郎、野獣R、ジェットセットラジオ
- 2004年 - ガメラハイグレードビジョン、回胴黙示録カイジ
- 2005年 - 鬼武者3
- 2006年 - 俺の空

### 5号機
| 機種名                             | 発売年月   | 備考                              |
| ---------------------------------- | ---------- | --------------------------------- |
| ど根性ガエル                       | 2006年1月  | 初の5号機                         |
| ドカベン                           | 2006年12月 |                                   |
| プレミアムダイナマイト             | 2007年3月  |                                   |
| 魁!!男塾                           | 2007年3月  | 全面液晶機                        |
| デビルメイクライ3                  | 2007年6月  |                                   |
| くりぃむしちゅー                   | 2007年9月  |                                   |
| マスク・オブ・ゾロ                 | 2007年9月  |                                   |
| バーチャファイター(F/T)            | 2007年12月 |                                   |
| 天下無敵!サラリーマン金太郎        | 2008年2月  |                                   |
| ソニックライブ                     | 2008年5月  |                                   |
| 天地を喰らう                       | 2008年10月 |                                   |
| バックトゥザフューチャーデラックス | 2008年12月 | 全面液晶機                        |
| 回胴黙示録カイジ2                  | 2008年12月 | 全面液晶機                        |
| 炎の熱血教師                       | 2009年12月 | [ 3 ]                             |
| 新鬼武者                           | 2010年3月  |                                   |
| ガメラ                             | 2010年6月  |                                   |
| 俺の空 〜蒼き正義魂〜              | 2010年12月 |                                   |
| 超重神グラヴィオン                 | 2011年1月  |                                   |
| 旋風の用心棒〜胡蝶の記憶〜         | 2011年8月  |                                   |
| ラーゼフォン                       | 2011年10月 |                                   |
| モンスターハンター                 | 2012年3月  |                                   |
| 魁!!男塾〜天挑五輪大武會編〜       | 2013年2月  |                                   |
| 新鬼武者 再臨                      | 2013年3月  |                                   |
| サラリーマン金太郎 出世回胴編      | 2015年1月  |                                   |
| パチスロ犬夜叉                     | 2016年12月 | 5.5号機                           |
| パチスロイースI&II                 | 2017年9月  | 5.5号機                           |
| パチスロ闘え!サラリーマン          | 2017年9月  | 5.5号機、ロデオブランド最後の機種 |
| A-SLOTツインエンジェルBREAK        | 2018年10月 | 5.9号機、サミーブランドで販売     |